# Nupedia

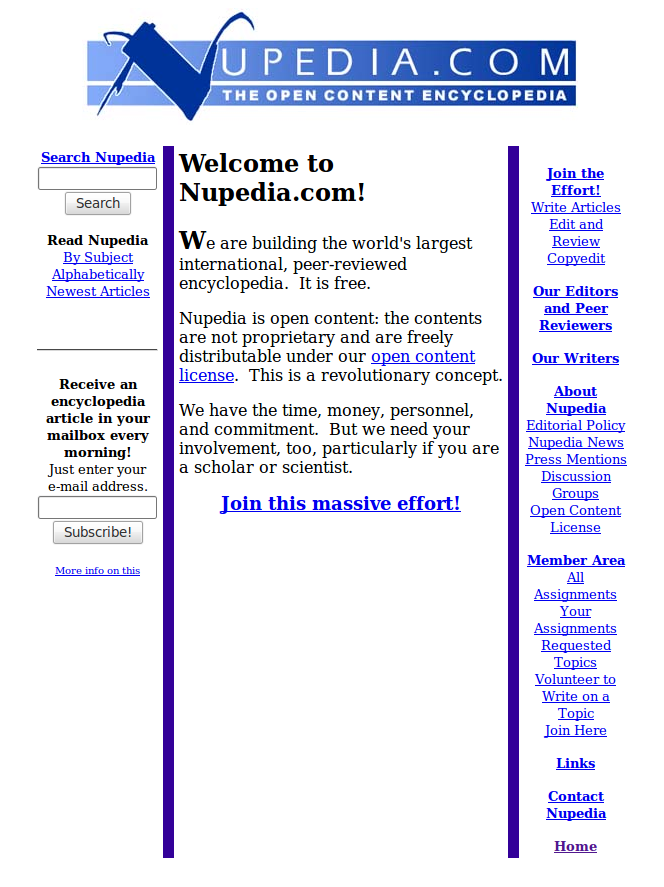
Nupedia于2000年8月15日的存档

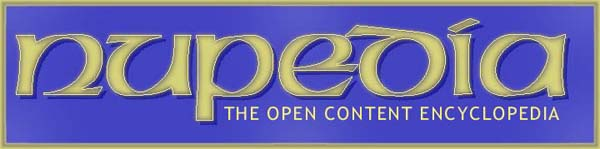
Nupedia的新標誌

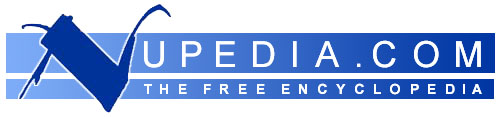
Nupedia的中间標誌

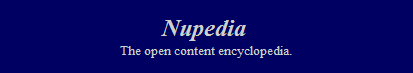
Nupedia的舊版標誌

Nupedia是一個Web版的線上百科全書计划，由吉米·威爾士創立的公司Bomis在2000年3月9日所推出，吉米·威爾士聘請拉里·桑格作為該百科全書的主編。
Nupedia的内容是由各領域專家透過同儕評閱過程，檢查確定後才發佈的，也希望專家學者能志願撰寫供公眾自由閱讀的內容，主要是為了達到專業百科全書的水準，但進行得並不十分順利。拉里·桑格便於2001年1月向吉米·威爾士提議以Wiki作為百科全書平台，並發起另一個稱為維基百科（英語：Wikipedia）的旁系計劃，並全力投入Nupedia和Wikipedia的工作，直至2002年3月1日離職為止；2003年中旬吉米·威爾士創立维基媒体基金会繼續執行維基百科计划，並發展成目前全球最大的在線百科全書，而Nupedia則於2003年9月26日結束並下線，所以Nupedia可說是Wikipedia的前身。
自2000年3月9日至2003年9月26日為止，Nupedia共完成25個條目的評閱過程，其餘尚有74个條目在審定中。Nupedia 的內容版權最初採用自訂的Nupedia Open Content License，直至2001年1月才使用GNU自由文档许可证。
與维基百科相比，Nupedia目前雖然已经关闭站点，但亦有来自维基百科邮件列表上的建议，提议将Nupedia建设成为一个收集比较成熟的维基百科文章的百科全书，只是此一提議並未被付諸實行。